# Los Altos, Veracruz
Los Altos är en ort i Mexiko.   Den ligger i kommunen Tantima och delstaten Veracruz, i den sydöstra delen av landet, 270 km nordost om huvudstaden Mexico City. Los Altos ligger 20 meter över havet och antalet invånare är 4 771.
Terrängen runt Los Altos är platt, och sluttar norrut. Runt Los Altos är det ganska glesbefolkat, med 36 invånare per kvadratkilometer. Närmaste större samhälle är Naranjos, 19,1 km söder om Los Altos. Omgivningarna runt Los Altos är en mosaik av jordbruksmark och naturlig växtlighet.